# Microscópio eletrônico de transmissão convencional
Microscópio eletrônico de transmissão convencional, citado na literatura por CTEM (do inglês conventional transmission electron microscope) refere-se a qualquer de três tipos de configurações de microscópio eletrônico de transmissão (MET) de iluminação paralela: microscópio eletrônico de transmissão de alta resolução (HRTEM, de high-resolution transmission electron microscope), microscópio eletrônico de transmissão de campo brilhante (BFTEM, de bright-field transmission electron microscope) ou microscópio eletrônico de transmissão de campo escuro (DFTEM de dark-field transmission electron microscope). É usualmente usado para distinguir daquelas técninas de iluminação paralela de feixe convergente da microscópia eletrônica de varredura por transmissão (STEM, scanning transmission electron microscope).